# بيترو لونجو
بيترو لونجو (بالإيطالية: Pietro Longo)‏ هو سياسي إيطالي، ولد في 29 أكتوبر 1935 في روما في إيطاليا. حزبياً، نشط في الحزب الاشتراكي الديمقراطي الإيطالي ‏. وقد انتخب Minister of Budget ‏ (4 أغسطس 1983 – 13 يوليو 1984) وانتخب عضو مجلس النواب في الجمهورية الإيطالية.

## روابط خارجية
- بيترو لونجو على موقع مونزينجر (الألمانية)